# Четвёртый дивизион Футбольной лиги
Четвёртый дивизион Футбольной лиги (англ. Football League Fourth Division) — четвёртый уровень в системе футбольных лиг Англии с 1958 по 1992 год. После основания Премьер-лиги дивизион под текущим названием прекратил существование, а четвёртой по значимости лигой в Англии стал Третий дивизион (который позднее изменил название на Лигу 2).